# Grand Prix automobile d'Italie 1960
GP précédent GP suivant
Le Grand Prix d'Italie 1960 (XXXI° Gran Premio d'Italia), disputé sur l'Autodromo Nazionale di Monza le 4 septembre 1960, est la quatre-vingt-treizième épreuve du championnat du monde de Formule 1 courue depuis 1950 et la neuvième manche du championnat 1960. Il a également reçu le titre de Grand Prix d'Europe.

## Contexte avant la course

### Le championnat du monde
La saison 1960, dernière disputée sous la réglementation à moteur 2500 cm3 atmosphérique ou 750 cm3 suralimenté a été totalement dominée par les voitures à moteur central arrière, concept réintroduit avec succès par Charles et John Cooper sur leurs légères monoplaces. Avant guerre, Auto Union avait également adopté cette technologie en compétition, mais sur des machines surpuissantes et lourdes ce concept était loin de faire l'unanimité, engendrant alors difficulté de pilotage et usure prématurée des pneumatiques arrière. Mais la consécration des Cooper en 1959 (titre de champion du monde pour Jack Brabham et coupe des constructeurs pour la marque) a cette fois incité tous les concurrents à s'en inspirer, voire, pour Aston Martin et Scarab, à renoncer.
Malgré une concurrence affûtée, les Cooper ont une fois de plus dominé leurs adversaires cette année et, à deux manches de la fin, l'écurie britannique est assurée de remporter titres pilote et constructeur. Ayant enchaîné les victoires, Jack Brabham s'est mis hors de portée de ses poursuivants. Seul son coéquipier Bruce McLaren aurait pu revenir à son niveau, mais l'option prise par les organisateurs du Grand Prix d'Italie d'utiliser l'anneau de vitesse de Monza, provoquant le boycott des écuries britanniques, a de fait scellé le second titre de Brabham. L'avant-dernière épreuve du championnat va donc se dérouler sans enjeu aucun, et devrait logiquement permettre à la Scuderia Ferrari, dernière adepte du moteur avant, d'inscrire enfin une victoire cette saison, face à une concurrence hétéroclite, les organisateurs ayant dû autoriser l'engagement de monoplaces de formules 2 pour étoffer la liste des participants.

### Le circuit

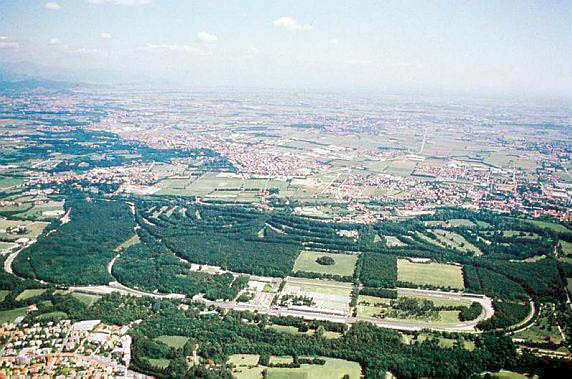
Vue aérienne de l'autodrome de Monza. Abandonné à la fin des années 1960, le tracé de l'anneau de vitesse reste visible sur cette photo.

Créé en 1922, le circuit de Monza est une piste très rapide combinant une partie routière et un anneau de vitesse. Construit en trois mois à l'initiative de l'Automobile-Club de Milan, il fut inauguré la même année à l'occasion du Grand Prix d'Italie, épreuve remportée par la Fiat de Pietro Bordino à près de 140 km/h de moyenne. Le circuit ayant été sérieusement endommagé au cours de la Seconde Guerre mondiale, la partie routière fut restaurée en 1948, accueillant de nouveau le Grand prix d'Italie à partir de 1949. Les travaux de réfection de l'anneau furent effectués cinq ans plus tard, et dès 1955 le tracé combiné de 10 kilomètres (5,75 km de partie routière et 4,25 kilomètres sur l'anneau) put à nouveau être utilisé. Après les nombreux déchapages survenus au cours du Grand Prix de 1956, il fut toutefois jugé trop dangereux pour les courses de formule 1, et seul le circuit routier fut emprunté par les monoplaces entre 1957 et 1959, à l'exception de la Course des Deux Mondes disputée exclusivement sur l'ovale. Toutefois, pour 1960, les organisateurs ont décidé de réutiliser le tracé combiné de dix kilomètres, dans le but probable de faire barrage aux monoplaces britanniques, estimées trop fragiles pour emprunter durablement l'anneau de vitesse. Le record officiel du grand circuit est détenu par Stirling Moss, auteur d'un tour à près de 218 km/h de moyenne au volant de sa Maserati lors du Grand Prix de 1956.

## Monoplaces en lice

### Formule 1
- Ferrari Dino 246 "Usine"

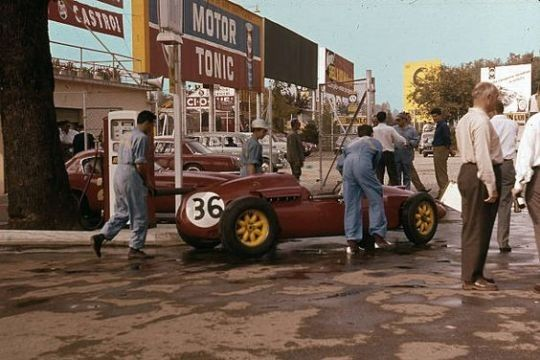
La Cooper-Maserati T51 de Giorgio Scarlatti (Scuderia Centro Sud).

Pour son épreuve nationale, la Scuderia Ferrari a engagé trois Dino 246 à moteur avant, confiées à Phil Hill, Richie Ginther et Willy Mairesse. Ces monoplaces, qui pèsent environ 600 kg en ordre de marche, sont de loin les plus puissantes du plateau, leur moteur V6 délivrant près de 300 chevaux. En l'absence des écuries britanniques, elles seront sans rivale sur la piste ultra rapide de Monza.
- Cooper T45 & T51 privées

La Scuderia Centro Sud est présente avec deux Cooper T51 à moteur Maserati, d'une puissance de l'ordre de 240 chevaux. Elles sont aux mains de Giorgio Scarlatti et d'Alfonso Thiele, ce dernier effectuant ses débuts en formule 1. Le Britannique Arthur Owen débute également en Grand Prix, au volant de la Cooper T45 qu'il utilise habituellement en formule 2, équipée pour la circonstance d'un moteur Coventry Climax FPF de 2200 cm3 (195 chevaux).
- Cooper Castellotti

Créée avec le soutien d'Enzo Ferrari, la Scuderia Castellotti (du nom du pilote italien disparu trois ans plus tôt) fait courir des Cooper T51 modifiées : le moteur utilisé est celui de l'ancienne Ferrari 555 (quatre cylindres, 250 chevaux à 6500 tr/min, la transmission étant assurée par une boîte de vitesses Colotti à cinq rapports. Deux voitures ont été préparés pour Monza ; elles sont pilotées par Giulio Cabianca et Gino Munaron.
- JBW Typ1

Brian Naylor s'aligne sur sa JBW Typ1, monoplace inspirée de la Cooper T45 et construite de façon artisanale. Elle est équipée d'un moteur de Maserati 250S.
- Maserati 250F

Le pilote britannique Horace Gould a engagé sa Maserati 250F personnelle, une monoplace équipée d'un moteur six cylindres en ligne de 270 chevaux.

### Formule 2
- Ferrari 156P "Usine"

Wolfgang von Trips dispose du nouveau prototype à moteur central arrière, base de la future formule 1 de la marque. Pesant 460 kg, cette 156P est motorisée par un V6 à 65° développant plus de 170 chevaux.
- Porsche 718/2 "Usine"

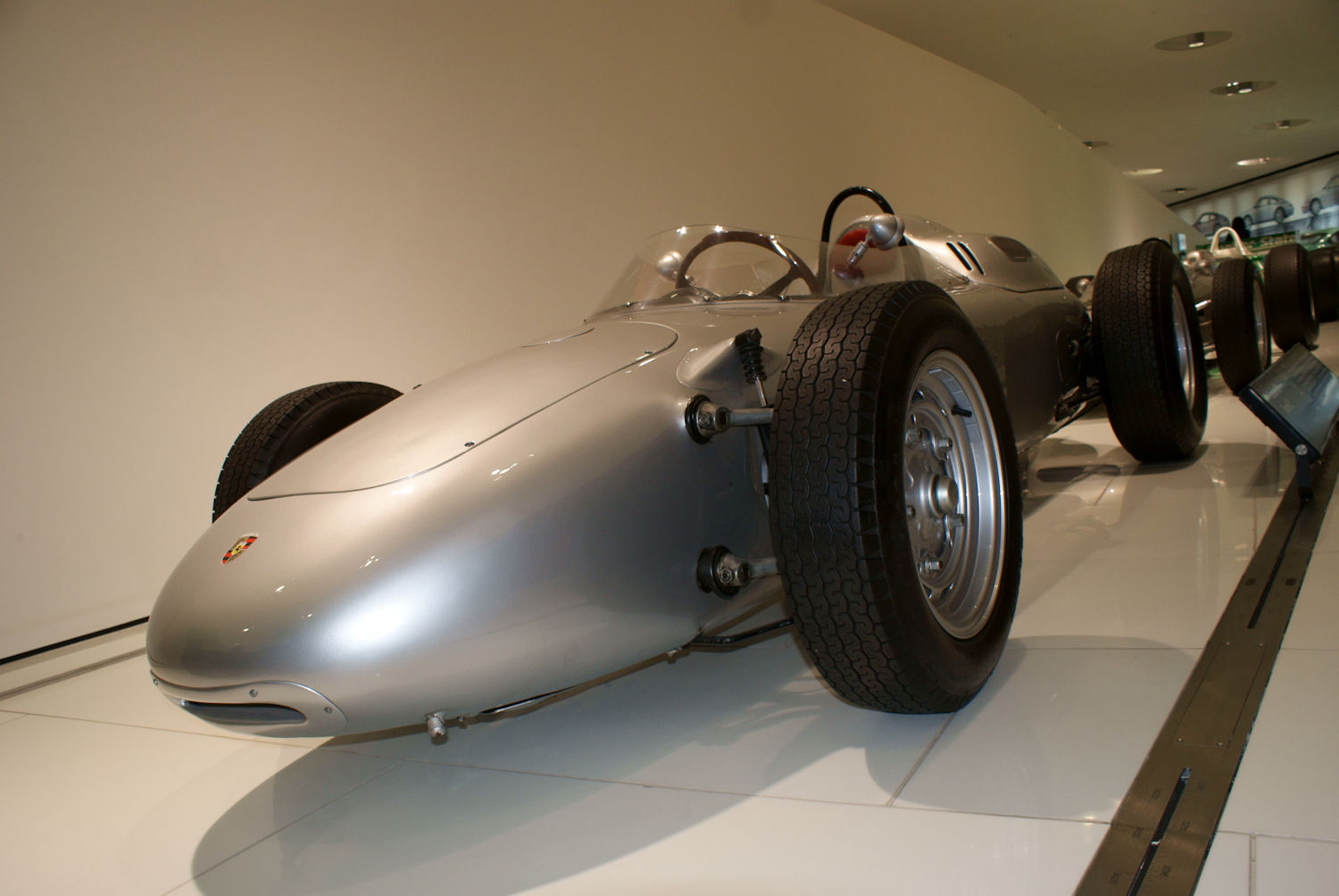
La Porsche 718 de formule 2.

La marque de Stuttgart a engagé deux 718/2, à moteur placé en porte-à-faux arrière, pour Edgar Barth et Hans Herrmann, un modèle qui vient de remporter le Grand Prix automobile d'Allemagne avec Joakim Bonnier. Son moteur quatre cylindres à plat délivre 165 chevaux à 7500 tr/min, soit un peu moins que le V6 Ferrari, mais avec seulement 430 kg en ordre de marche la 718/2 est un peu plus légère et dispose en outre d'une boîte de vitesses à six rapports.
- Porsche Behra

La monoplace conçue par Jean Behra a été rachetée en 1960 par l'écurie Camoradi, créée par Lucky Casner. Son associé Fred Gamble, engagé sous le pseudonyme de Frederico Gambini, va faire sa première apparition en Grand Prix à son volant. La Porsche Behra a le même moteur que la 718/2 mais pèse 760 kg. Elle est équipée d'une boîte de vitesses Colotti à cinq rapports. Alors que toutes les autres monoplaces sont chaussées de pneus Dunlop, la Porsche Behra utilise des pneus Goodyear, le manufacturier étant partenaire de l'équipe américaine.
- Cooper T43 & T45 privées

Wolfgang Seidel a engagé sa Cooper T45 personnelle, équipée d'un moteur Coventry Climax développant 140 chevaux à 7000 tr/min. Piero Drogo dispose d'une voiture identique au sein de la Scuderia Colonia. La Cooper T43 du Britannique Vic Wilson utilise le même type de moteur.

## Coureurs inscrits
| no | Pilote             | Écurie               | Constructeur | Modèle                 | Moteur             | Pneumatiques |
| -- | ------------------ | -------------------- | ------------ | ---------------------- | ------------------ | ------------ |
| 2  | Giulio Cabianca    | Scuderia Castellotti | Cooper       | Cooper-Castellotti T51 | Ferrari L4         | D            |
| 4  | Gino Munaron       | Scuderia Castellotti | Cooper       | Cooper-Castellotti T51 | Ferrari L4         | D            |
| 6  | Brian Naylor       | JB Naylor            | JBW          | JBW Typ1               | Maserati L4        | D            |
| 8  | Arthur Owen        | Privé                | Cooper       | Cooper T45             | Coventry Climax L4 | D            |
| 10 | Wolfgang Seidel    | Privé                | Cooper       | Cooper T45 (F2)        | Coventry Climax L4 | D            |
| 12 | Piero Drogo        | Scuderia Colonia     | Cooper       | Cooper T45 (F2)        | Coventry Climax L4 | D            |
| 14 | Horace Gould       | Privé                | Maserati     | Maserati 250F          | Maserati L6        | D            |
| 16 | Willy Mairesse     | Scuderia Ferrari     | Ferrari      | Ferrari Dino 246       | Ferrari V6         | D            |
| 18 | Richie Ginther     | Scuderia Ferrari     | Ferrari      | Ferrari Dino 246       | Ferrari V6         | D            |
| 20 | Phil Hill          | Scuderia Ferrari     | Ferrari      | Ferrari Dino 246       | Ferrari V6         | D            |
| 22 | Wolfgang von Trips | Scuderia Ferrari     | Ferrari      | Ferrari 156P (F2)      | Ferrari V6         | D            |
| 24 | Edgar Barth        | Porsche KG           | Porsche      | Porsche 718/2 (F2)     | Porsche F4         | D            |
| 26 | Hans Herrmann      | Porsche KG           | Porsche      | Porsche 718/2 (F2)     | Porsche F4         | D            |
| 28 | Fred Gamble        | Scuderia Camoradi    | Porsche      | Porsche Behra (F2)     | Porsche F4         | G            |
| 30 | Vic Wilson         | Equipe Prideux       | Cooper       | Cooper T43 (F2)        | Coventry Climax L4 | D            |
| 34 | Alfonso Thiele     | Scuderia Centro Sud  | Cooper       | Cooper T51             | Maserati L4        | D            |
| 36 | Giorgio Scarlatti  | Scuderia Centro Sud  | Cooper       | Cooper T51             | Maserati L4        | D            |

## Qualifications
Les séances qualificatives ont lieu le vendredi et le samedi précédant la course, les deux sessions se déroulant de 15h à 18h30. Comme prévu, les Ferrari dominent les débats, Phil Hill établissant le vendredi son meilleur tour à 223 km/h de moyenne, avec deux secondes de marge sur ses coéquipiers Richie Ginther et Willy Mairesse. Un incident faillit toutefois compromettre le bon déroulement du meeting : le samedi après-midi, alors qu'Enzo Ferrari et son épouse assistent aux essais de la formule 2 confiée à Wolfgang von Trips, le service d'ordre du circuit demande sans ménagement à toutes les personnes se trouvant devant les stands d'évacuer la piste ! Ulcéré par ces méthodes, le 'Commendatore' demande à ses mécaniciens de remballer tout le matériel de course, déclarant renoncer à la course. À la vue des stands vidés, les officiels italiens s'affolent et une délégation demande aussitôt à Monsieur Ferrari de revenir sur sa décision, ce à quoi il consentira finalement. La première ligne sera donc monopolisée par les pilotes de la Scuderia, avec Hill en pole position. Le pilote américain devance de près de huit secondes la Cooper Castellotti de Giulio Cabianca, qui se partira à la corde de la seconde ligne au côté de Giorgio Scarlatti sur une Cooper de la Scuderia Centro Sud. En formule 2, Trips s'est montré de loin le plus rapide (le pilote allemand ayant largement bénéficié de l'aspiration des F1 de ses coéquipiers de la Scuderia Ferrari), devançant de plus de six secondes la première Porsche, pilotée par Hans Herrmann.

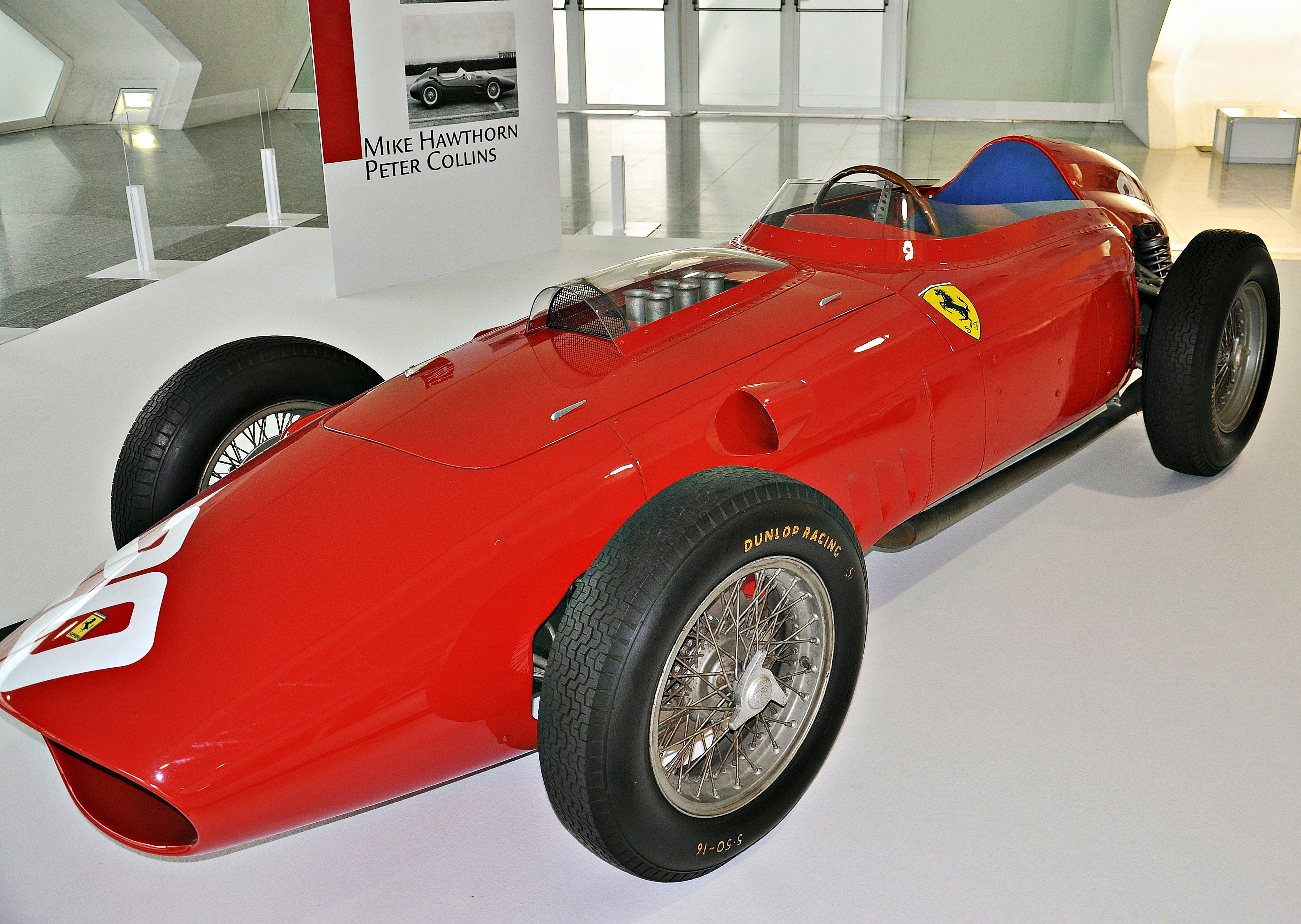
Comme prévu, les Ferrari Dino 246 se sont montrées inaccessibles aux essais.

| Pos. | Pilote             | Écurie             | Temps        | Écart    |
| ---- | ------------------ | ------------------ | ------------ | -------- |
| 1    | Phil Hill          | Ferrari            | 2 min 41 s 4 |          |
| 2    | Richie Ginther     | Ferrari            | 2 min 43 s 3 | + 1 s 9  |
| 3    | Willy Mairesse     | Ferrari            | 2 min 43 s 9 | + 2 s 5  |
| 4    | Giulio Cabianca    | Cooper-Ferrari     | 2 min 49 s 3 | + 7 s 9  |
| 5    | Giorgio Scarlatti  | Cooper-Maserati    | 2 min 49 s 7 | + 8 s 3  |
| 6    | Wolfgang von trips | Ferrari (F2)       | 2 min 51 s 9 | + 10 s 5 |
| 7    | Brian Naylor       | JBW-Maserati       | 2 min 52 s 4 | + 11 s 0 |
| 8    | Gino Munaron       | Cooper-Ferrari     | 2 min 53 s 1 | + 11 s 7 |
| 9    | Alfonso Thiele     | Cooper-Maserati    | 2 min 55 s 6 | + 14 s 2 |
| 10   | Hans Herrmann      | Porsche (F2)       | 2 min 58 s 3 | + 16 s 9 |
| 11   | Arthur Owen        | Cooper-Climax      | 3 min 01 s 5 | + 20 s 1 |
| 12   | Edgar Barth        | Porsche (F2)       | 3 min 02 s 1 | + 20 s 7 |
| 13   | Wolfgang Seidel    | Cooper-Climax (F2) | 3 min 07 s 0 | + 25 s 6 |
| 14   | Fred Gamble        | Porsche (F2)       | 3 min 10 s 6 | + 29 s 2 |
| 15   | Piero Drogo        | Cooper-Climax (F2) | 3 min 11 s 9 | + 30 s 5 |
| 16   | Vic Wilson         | Cooper-Climax (F2) | 3 min 16 s 5 | + 35 s 1 |
| 17   | Horace Gould       | Maserati           | Pas de temps | -        |

## Grille de départ du Grand Prix
| 1re ligne | Pos. 1                        |                                | Pos. 2                        |                                  | Pos. 3                        |
|           | P. Hill Ferrari 2 min 41 s 4  |                                | Ginther Ferrari 2 min 43 s 3  |                                  | Mairesse Ferrari 2 min 43 s 9 |
| 2e ligne  |                               | Pos. 4                         |                               | Pos. 5                           |                               |
|           |                               | Cabianca Cooper 2 min 49 s 3   |                               | Scarlatti Cooper 2 min 49 s 7    |                               |
| 3e ligne  | Pos. 6                        |                                | Pos. 7                        |                                  | Pos. 8                        |
|           | Trips Ferrari F2 2 min 51 s 9 |                                | Naylor JBW 2 min 52 s 4       |                                  | Munaron Cooper 2 min 53 s 1   |
| 4e ligne  |                               | Pos. 9                         |                               | Pos. 10                          |                               |
|           |                               | Thiele Cooper 2 min 56 s 6     |                               | Herrmann Porsche F2 2 min 58 s 3 |                               |
| 5e ligne  | Pos. 11                       |                                | Pos. 12                       |                                  | Pos. 13                       |
|           | Owen Cooper 3 min 01 s 5      |                                | Barth Porsche F2 3 min 02 s 1 |                                  | Seidel Cooper F2 3 min 07 s 0 |
| 6e ligne  |                               | Pos. 14                        |                               | Pos. 15                          |                               |
|           |                               | Gamble Porsche F2 3 min 10 s 6 |                               | Drogo Cooper F2 3 min 11 s 9     |                               |
| 7e ligne  |                               |                                | Pos. 16                       |                                  |                               |
|           |                               |                                | Wilson Cooper F2 3 min 16 s 5 |                                  |                               |

## Déroulement de la course

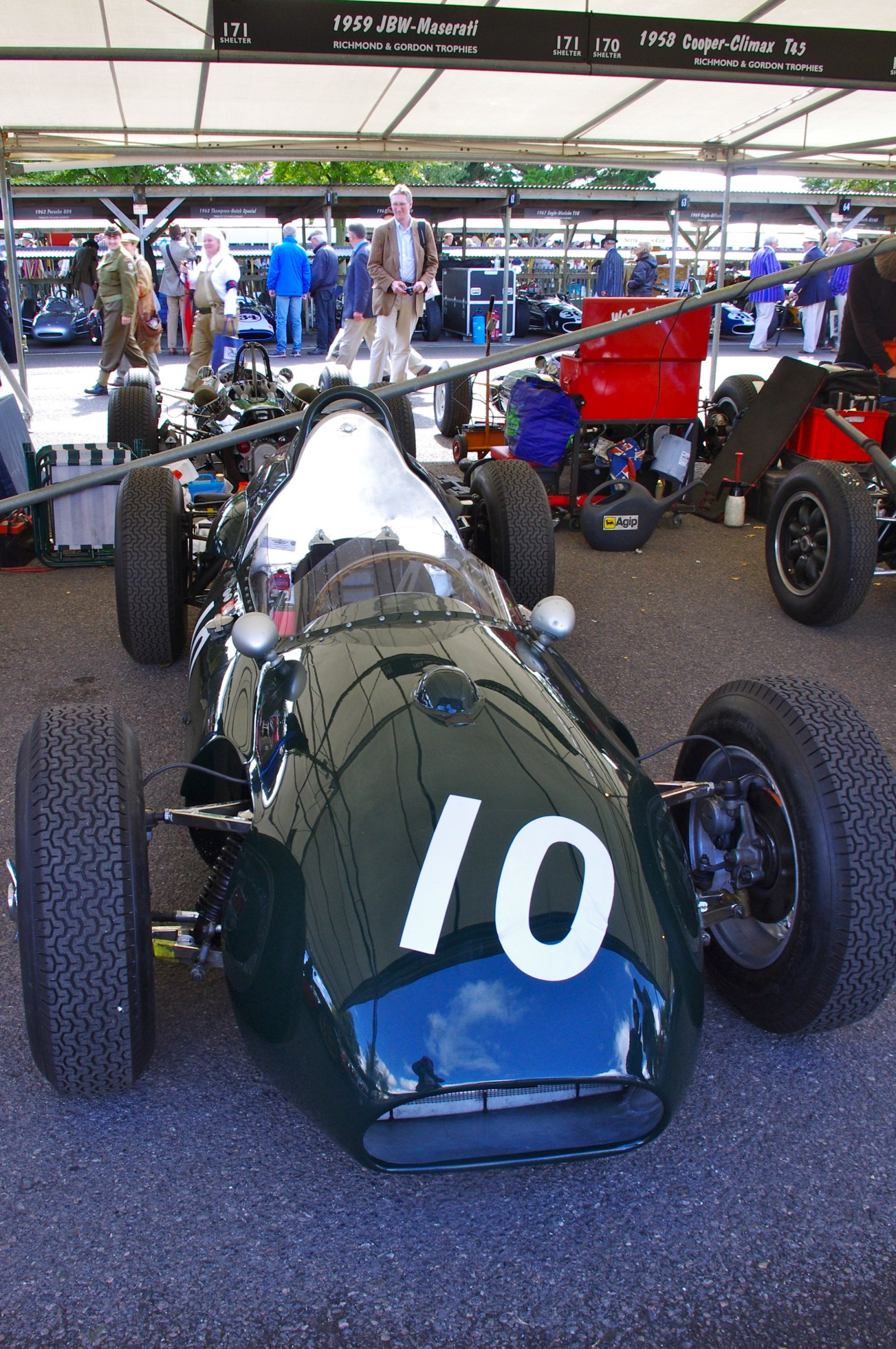
La modeste JBW à moteur Maserati de Brian Naylor va figurer honorablement en début de course.

Le temps est couvert, mais la piste est parfaitement sèche le dimanche. Pour cette course de cinq cents kilomètres, il est prévu au moins un arrêt pour remplacement des pneumatiques sur les monoplaces de formule 1, celles de formule 2 pouvant accomplir toute la distance sans changement. Au départ, les trois Ferrari placées en première ligne prennent immédiatement l'avantage sur le reste de la meute, Richie Ginther devançant Willy Mairesse et Phil Hill. Les Cooper à moteur Ferrari de Giulio Cabianca et Gino Munaron ont toutes deux calé, et les deux pilotes italiens s'élanceront bons derniers, poussés par leurs mécaniciens. Derrière les trois voitures de tête, Giorgio Scarlatti a pris le sillage de Phil Hill, mais sa modeste Cooper va être distancée dès la première ligne droite. Au sortir du circuit routièr, Ginther, Hill et Mairesse repassent groupés devant les stands, mais sur l'anneau de vitesse le pilote belge lève le pied et laisse passer Scarlatti puis Brian Naylor (JBW), afin de ne pas distancer son coéquipier Wolfgang von Trips. À la fin du premier tour, Ginther et Hill comptent déjà quatre secondes d'avance sur Scarlatti. Naylor est un peu plus loin, devant Mairesse. La Porsche d'Hans Herrmann est en tête des formules 2, talonnée par la Ferrari de Trips qui, au cours du second tour va prendre l'avantage sur son compatriote, se plaçant dès lors dans l'aspiration de la voiture de son coéquipier. Profitant de son sillage, Trips laisse sur place les Porsche qui le suivaient, et deux tours plus tard les quatre Ferrari (trois F1 et une F2) occupent les quatre premières places, Naylor et Scarlatti ayant été facilement dépassés. Mairesse et Trips comptent alors quatre secondes de retard sur Ginther et Hill. Cependant, Munaron, après son départ manqué, a déjà regagné neuf places et se rapproche maintenant de la 'petite' Ferrari. Il parvient à la dépasser au cours du sixième tour, passant également Mairesse qui modère son allure en fonction de celle de son coéquipier. Peu après, c'est au tour de Cabianca de passer le train des deux Ferrari, le pilote italien rattrapant rapidement son coéquipier Munaron pour s'emparer aussitôt de la troisième place. Traînant toujours Trips, Mairesse force un peu l'allure et les deux hommes parviennent à repasser Munaron au huitième tour, alors que devant Cabianca a pris un peu de champ. Après dix tours, Ginther et Hill, toujours dans cet ordre, comptent déjà plus d'une minute d'avance sur la Cooper de la Scuderia Centro Sud, Mairesse et Trips venant dix secondes ensuite. Les deux hommes de tête continuent à creuser l’écart sur leurs poursuivants mais à ce rythme leurs pneus s'usent rapidement. Ginther, qui a distancé Hill, en change à la fin du dix-septième tour, son coéquipier au suivant, le classement n’étant pas modifié après ces deux arrêts.
Après vingt tours, Ginther est toujours seul en tête, vingt-quatre secondes devant Hill. Isolé à la troisième place, Cabianca compte désormais plus d'une minute et demie de retard, alors que son coéquipier Munaron, qui a repris la quatrième place, est trente secondes plus loin. Mairesse, qui le suit de près, va s'arrêter au passage suivant pour faire monter des pneus neufs, Trips retrouvant ainsi à la cinquième place ; le pilote allemand gagne encore deux places à la mi-course, lorsque les deux Cooper qui le précèdent s'arrêtent pour ravitailler en carburant et changer de pneus. À ce moment, Ginther prend un tour d'avance sur lui. Comme Mairesse avant lui, Ginther lève délibérément le pied pour permettre à Trips de se coller dans son sillage, tandis que Hill continue sur sa lancée et prend la tête de la course. Cinq tours plus tard, son avance est déjà de quarante-cinq secondes, tandis que Mairesse, reparti huitième après son arrêt, peut maintenant rouler à son rythme ; il est rapidement remonté en troisième position, ayant passé Trips et perdu son tour de retard sur Ginther. Alors que Munaron vient d'abandonner, les quatre Ferrari sont de nouveau aux quatre premières places, qu'elles conservent après la seconde vague de changements de pneus, Ginther effectuant son deuxième arrêt à la fin du trente-troisième tour, Hill au trente-sixième et Mairesse au trente-septième. Un passage au stand imprévu de Trips, un peu plus tard, va cependant priver le pilote allemand de sa quatrième place, Cabianca en profitant pour repasser devant lui. Dès lors, la course s'achève sans changement, Hill remportant sa première victoire en Grand Prix, devant Ginther et Mairesse, un triplé attendu pour la Scuderia Ferrari, sans concurrence à Monza. Cinquième malgré son arrêt, Trips s'impose facilement en F2, ayant été aspiré par l'un ou l'autre de ses coéquipiers pendant les trois quarts de la course, stratagème sportivement discutable lui ayant permis de prendre un tour d'avance aux Porsche.

### Classements intermédiaires
Classements intermédiaires des monoplaces aux premier, troisième, cinquième, dixième, vingtième, vingt-cinquième, trentième et quarantième tours.

### Classement de la course
| Pos  | No | Pilote             | Voiture         | Tours | Temps/Abandon                      | Grille | Points |
| ---- | -- | ------------------ | --------------- | ----- | ---------------------------------- | ------ | ------ |
| 1    | 20 | Phil Hill          | Ferrari         | 50    | 2 h 21 min 09 s 2                  | 1      | 8      |
| 2    | 18 | Richie Ginther     | Ferrari         | 50    | 2 h 23 min 36 s 8 (+ 2 min 27 s 6) | 2      | 6      |
| 3    | 16 | Willy Mairesse     | Ferrari         | 49    | 2 h 23 min 37 s 0 (+ 1 tour)       | 3      | 4      |
| 4    | 2  | Giulio Cabianca    | Cooper-Ferrari  | 48    | 2 h 21 min 09 s 4 (+ 2 tours)      | 4      | 3      |
| 5    | 22 | Wolfgang von Trips | Ferrari         | 48    | 2 h 22 min 13 s 9 (+ 2 tours)      | 6      | 2      |
| 6    | 26 | Hans Herrmann      | Porsche         | 47    | 2 h 21 min 54 s 5 (+ 3 tours)      | 10     | 1      |
| 7    | 24 | Edgar Barth        | Porsche         | 47    | + 3 tours                          | 12     |        |
| 8    | 12 | Piero Drogo        | Cooper-Climax   | 45    | + 5 tours                          | 15     |        |
| 9    | 10 | Wolfgang Seidel    | Cooper-Climax   | 44    | + 6 tours                          | 13     |        |
| 10   | 28 | Fred Gamble        | Porsche         | 41    | + 9 tours                          | 14     |        |
| Abd. | 6  | Brian Naylor       | JBW-Maserati    | 41    | Boîte de vitesses                  | 7      |        |
| Abd. | 34 | Alfonso Thiele     | Cooper-Maserati | 32    | Boîte de vitesses                  | 9      |        |
| Abd. | 4  | Gino Munaron       | Cooper-Ferrari  | 27    | Moteur                             | 8      |        |
| Abd. | 36 | Giorgio Scarlatti  | Cooper-Maserati | 26    | Moteur                             | 5      |        |
| Abd. | 30 | Vic Wilson         | Cooper-Climax   | 23    | Moteur                             | 16     |        |
| Abd. | 8  | Arthur Owen        | Cooper-Climax   | 0     | Accident                           | 11     |        |
| np.  | 14 | Horace Gould       | Maserati        | -     | Forfait (conduite d'huile)         | -      |        |

Légende :
- Abd.= Abandon - np.= non partant

### Pole position et record du tour
- Pole position :  Phil Hill en 2 min 41 s 4 (vitesse moyenne : 223,048 km/h). Temps réalisé lors de la séance d'essais du vendredi 2 septembre[11].
- Meilleur tour en course :  Phil Hill en 2 min 43 s 6 (vitesse moyenne : 220,049 km/h) au vingt-troisième tour[13].

### Tours en tête
- Richie Ginther : 24 tours (1-16 / 18-25)
- Phil Hill : 26 tours (17 / 26-50)

## Classement général à l'issue de la course
- Attribution des points : 8, 6, 4, 3, 2, 1 respectivement aux six premiers de chaque épreuve.
- Pour la coupe des constructeurs, même barème mais seule la voiture la mieux classée de chaque équipe inscrit des points. Les 500 miles d'Indianapolis ne sont pas pris en compte pour cette coupe, la course n'étant pas ouverte aux monoplaces de formule 1.
- Seuls les six meilleurs résultats sont comptabilisés. Chez les constructeurs, Cooper-Climax doit donc décompter les six points acquis à Monaco, Lotus-Climax doit décompter le point acquis en Argentine et Ferrari doit décompter le point acquis en Grande-Bretagne.
- Le règlement permet aux pilotes de se relayer sur une même voiture, les points éventuellement acquis étant alors perdus pour pilotes et constructeur[13].

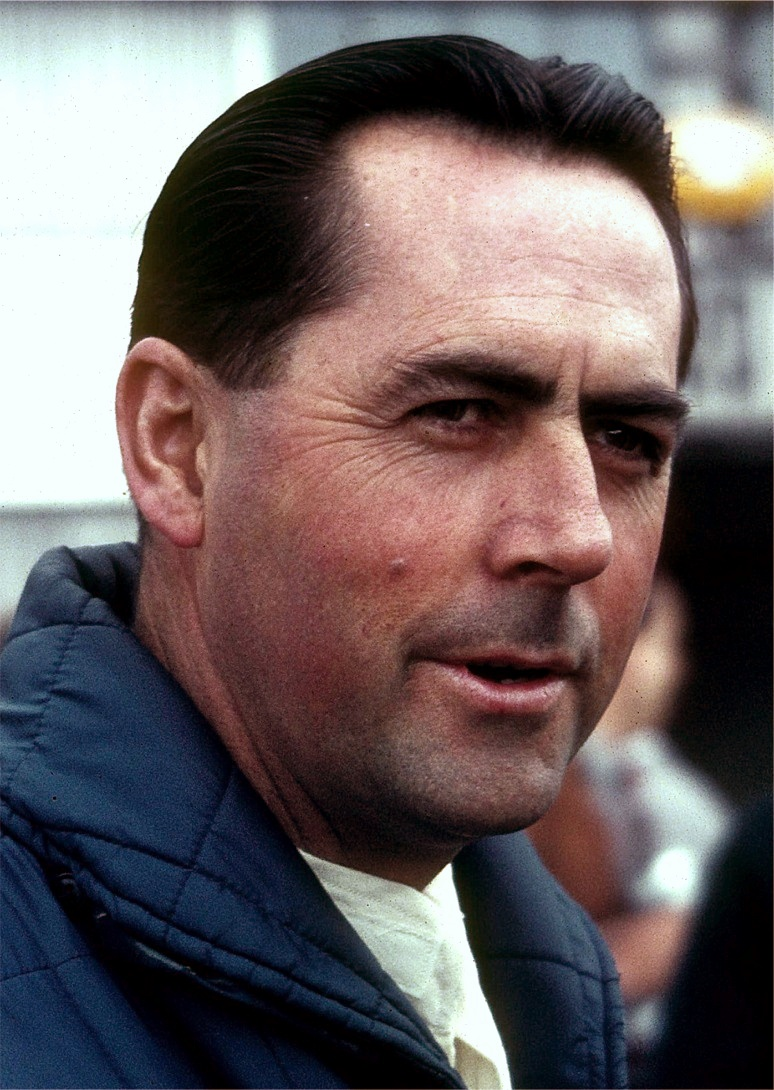
L'épreuve italienne n'apporte aucun bouleversement au championnat du monde, Jack Brabham étant déjà assuré d'être à nouveau titré.

| Pos. | Pilote             | Écurie   | Points | ARG | MON | 500 | NL | BEL | FRA | GBR | POR | ITA | USA |
| ---- | ------------------ | -------- | ------ | --- | --- | --- | -- | --- | --- | --- | --- | --- | --- |
| 1    | Jack Brabham       | Cooper   | 40     | -   | -   | -   | 8  | 8   | 8   | 8   | 8   | -   |     |
| 2    | Bruce McLaren      | Cooper   | 33     | 8   | 6   | -   | -  | 6   | 4   | 3   | 6   | -   |     |
| 3    | Phil Hill          | Ferrari  | 15     | -   | 4   | -   | -  | 3   | -   | -   | -   | 8   |     |
| 4    | Innes Ireland      | Lotus    | 12     | 1   | -   | -   | 6  | -   | -   | 4   | 1   | -   |     |
| 5    | Stirling Moss      | Lotus    | 11     | -   | 8   | -   | 3  | -   | -   | -   | -   | -   |     |
| 6    | Olivier Gendebien  | Cooper   | 10     | -   | -   | -   | -  | 4   | 6   | -   | -   | -   |     |
|      | Wolfgang von Trips | Ferrari  | 10     | 2   | -   | -   | 2  | -   | -   | 1   | 3   | 2   |     |
| 8    | Jim Rathmann       | Watson   | 8      | -   | -   | 8   | -  | -   | -   | -   | -   | -   |     |
|      | Richie Ginther     | Ferrari  | 8      | -   | 1   | -   | 1  | -   | -   | -   | -   | 6   |     |
|      | Jim Clark          | Lotus    | 8      | -   | -   | -   | -  | 2   | 2   | -   | 4   | -   |     |
| 11   | Tony Brooks        | Cooper   | 7      | -   | 3   | -   | -  | -   | -   | 2   | 2   | -   |     |
| 12   | Cliff Allison      | Ferrari  | 6      | 6   | -   | -   | -  | -   | -   | -   | -   | -   |     |
|      | Rodger Ward        | Watson   | 6      | -   | -   | 6   | -  | -   | -   | -   | -   | -   |     |
|      | John Surtees       | Lotus    | 6      | -   | -   | -   | -  | -   | -   | 6   | -   | -   |     |
| 15   | Paul Goldsmith     | Epperly  | 4      | -   | -   | 4   | -  | -   | -   | -   | -   | -   |     |
|      | Graham Hill        | BRM      | 4      | -   | -   | -   | 4  | -   | -   | -   | -   | -   |     |
|      | Willy Mairesse     | Ferrari  | 4      | -   | -   | -   | -  | -   | -   | -   | -   | 4   |     |
| 18   | Carlos Menditéguy  | Cooper   | 3      | 3   | -   | -   | -  | -   | -   | -   | -   | -   |     |
|      | Don Branson        | Phillips | 3      | -   | -   | 3   | -  | -   | -   | -   | -   | -   |     |
|      | Henry Taylor       | Cooper   | 3      | -   | -   | -   | -  | -   | 3   | -   | -   | -   |     |
|      | Giulio Cabianca    | Cooper   | 3      | -   | -   | -   | -  | -   | -   | -   | -   | 3   |     |
| 22   | Joakim Bonnier     | BRM      | 2      | -   | 2   | -   | -  | -   | -   | -   | -   | -   |     |
|      | Johnny Thomson     | Lesovsky | 2      | -   | -   | 2   | -  | -   | -   | -   | -   | -   |     |
| 24   | Eddie Johnson      | Trevis   | 1      | -   | -   | 1   | -  | -   | -   | -   | -   | -   |     |
|      | Lucien Bianchi     | Cooper   | 1      | -   | -   | -   | -  | 1   | -   | -   | -   | -   |     |
|      | Ron Flockhart      | Lotus    | 1      | -   | -   | -   | -  | -   | 1   | -   | -   | -   |     |
|      | Hans Herrmann      | Porsche  | 1      | -   | -   | -   | -  | -   | -   | -   | -   | 1   |     |

| Pos. | Écurie          | Points  | ARG | MON | 500 | NL | BEL | FRA | GBR | POR | ITA | USA |
| ---- | --------------- | ------- | --- | --- | --- | -- | --- | --- | --- | --- | --- | --- |
| 1    | Cooper-Climax   | 48 (54) | 8   | (6) | -   | 8  | 8   | 8   | 8   | 8   | -   |     |
| 2    | Lotus-Climax    | 28 (29) | (1) | 8   | -   | 6  | 2   | 2   | 6   | 4   | -   |     |
| 3    | Ferrari         | 26 (27) | 6   | 4   | -   | 2  | 3   | -   | (1) | 3   | 8   |     |
| 4    | BRM             | 6       | -   | 2   | -   | 4  | -   | -   | -   | -   | -   |     |
| 5    | Cooper-Maserati | 3       | 3   | -   | -   | -  | -   | -   | -   | -   | -   |     |
|      | Cooper-Ferrari  | 3       | -   | -   | -   | -  | -   | -   | -   | -   | 3   |     |
| 7    | Porsche         | 1       | 1   | -   | -   | -  | -   | -   | -   | -   | 1   |     |

## À noter
- 1re victoire en championnat du monde pour Phil Hill.
- 30e victoire en championnat du monde pour Ferrari en tant que constructeur.
- 30e victoire en championnat du monde pour Ferrari en tant que motoriste.